# Autostrada A7 (Franța)

Traseul A7.

Autostrada A7 (denumită și „autostrada Soarelui”) este o autostradă franceză care continuă autostrada A6 din cartierul Perrache (Lyon) până la Marsilia, pe o distanță de 312 km.
Ea face parte din drumurile europene E15 (de la Lyon la Orange), E80 (de la Salon-de-Provence la Coudoux, la intersecția A7/A8), E714 (de la Orange la Marsilia) și E712 (de la Septèmes-les-Vallons la Marsilia).
Ea este administrată în principal de compania Autoroutes du Sud de la France (ASF). Radio Vinci Autoroutes (107,7 MHz) funcționează pe A7, în sectorul ASF. Autostrada A7 face parte, din rețeaua ASF, în zona de est.

## Istorie

### Începuturile autostrăzii
Autostrada A7 își are originile odată cu deschiderea Autostrăzii Nord, denumire care este încă folosită astăzi pentru porțiunea A7 situată în aglomerația marsilieză, fără nicio legătură cu Autostrada Nord A1, care dubla drumurile naționale 8 și 113 la nord de Marsilia.
Această legătură inițială cu 2 × 2 benzi a fost deschisă traficului în 1951, urmând acest traseu și ieșirile corespunzătoare:
- Les Pennes-Mirabeau – N 538, care va deveni N 113 (începutul autostrăzii în apropierea localității L'Assassin, pe drumul național).
- Saint-Antoine – N 8.
- Le Canet / Saint-Barthélemy.
- Saint-Gabriel (sfârșitul autostrăzii, care oferă acces la bulevardul de Plombières).

Această secțiune măsoară 13 km.
La nord de valea Ronului, o secțiune de 30 km leagă Lyon de Vienne, a cărei deschidere a avut loc în 1965:
- La Mulatière (începutul autostrăzii pe drumul național N 86).
- Pierre-Bénite.
- Saint-Fons / Feyzin.
- Solaize.
- Givors (semi-nod rutier de orientare către nord) (nod rutier acum închis, situat la nord de actualul nod A7/A47/A46).
- Chasse-sur-Rhône (semi-nod rutier de orientare către sud) (actuala ieșire 8).
- Vienne-Nord (sfârșitul autostrăzii care dă spre drumul național N 7) (actuala ieșire 9).

Prelungirea sa între La Mulatière și Gara Perrache a fost finalizată în 1968, cu o conexiune finală către autostrada A6 în 1971, odată cu deschiderea tunelului Fourvière în același an.

### Dezvoltarea sa

#### Deschideri succesive
- 1958 : deschiderea variantei ocolitoare (2 × 2 benzi) în comuna Le Péage-de-Roussillon din Isère, pe o distanță de șase kilometri. Această secțiune de drum rapid, a cărei utilizare era gratuită la acea vreme, era administrată de SAVR (devenită ASF), care a preluat controlul asupra celorlalte porțiuni ale autostrăzii A7 situate între Givors și Rognac.
- 1959 : deschiderea secțiunii Vienne-Sud / Reventin-Vaugris.
- 1961 : deschiderea unei variante ocolitoare care leagă Chartreuse de Bonpas[n 2] de Bédarrides, în Vaucluse, care va deveni o autostradă în 1965. Concesiunea pentru această autostradă a fost atribuită SAVR, iar utilizarea sa a devenit cu taxă. Există două secțiuni distincte: un drum rapid între Chartreuse de Bonpas și Vedène, urmat de un drum cu trei benzi de la această ultimă comună până la Bédarrides. Această cale rapidă a fost foarte apreciată, deoarece permitea evitarea lungii și dificilei traversări a orașului Avignon.
- 1963 : deschiderea integrală a secțiunii cu taxă între Vienne-Sud și Chanas (24 km), precum și a porțiunii Valence-Nord / Valence-Sud (4 km). În realitate, capătul sudic al autostrăzii se termină în apropierea centrului orașului Valence, lângă singurul pod care leagă acest oraș de comunele situate pe cealaltă parte a râului Ron.
- 1964 : deschiderea variantei ocolitoare de autostradă din Orange, în Vaucluse. Traseul său începe la sud de Piolenc și se termină la nord de Courthézon, având o lungime de aproximativ 10 km. Utilizarea sa a devenit cu taxă începând din 1965, odată cu concesionarea către SAVR și cu racordarea la drumul rapid situat între Bédarrides și Chartreuse de Bonpas, care a fost, de asemenea, transformat în autostradă cu această ocazie. Legătura discontinuă între Piolenc și Caumont-sur-Durance măsoară 38 km. Ieșirile sunt: Piolenc - N 7; Orange (actuala ieșire 21 - Nodul rutier Orange); Vedène (actuala ieșire 23); Caumont-sur-Durance / Noves (actuala ieșire 24).
- 1965 : deschiderea tronsonului cu taxă între Chanas și Valence-Nord. Lungimea acestei porțiuni este de 42 km, creând astfel o autostradă discontinuă de 73 km care leagă direct Vienne de Portes-lès-Valence, de la Vienne până la actualul nod rutier 15.
- 1966 : deschiderea secțiunii Valence-Sud / Montélimar-Nord și începutul numerotării autostrăzilor. Această viitoare lungă legătură devine autostrada A7.
- 1968 : deschiderea secțiunii Montélimar-Nord / Montélimar-Sud, urmată de prelungirea sa către Orange la sfârșitul anului.
- 1969 : deschiderea secțiunii Avignon-Sud prin podul Bonpas / Cavaillon / Sénas, prelungită în 1970 către porțiunea inițială care leagă Les Pennes-Mirabeau de Marsilia. Aceasta din urmă a văzut partea sa urbană extinsă până la Gara Saint-Charles, înainte de a ajunge la terminusul său definitiv, la Porte d'Aix.
- 1972 : deschiderea nodului rutier Loriol-sur-Drôme, situat între Valence și Montélimar (ieșirea nr. 16).
- 1974 : deschiderea ultimei porțiuni care constituie varianta ocolitoare a orașului Vienne, așteptată de mulți ani. Conexiunea finală la autostrada A6 între La Mulatière și Perrache[n 3] a fost realizată.
- 2010 : au fost eliminați ultimii 300 de metri ai tronsonului care intra în Marsilia între Ieșirea 37 Saint-Charles și Porte d'Aix. Autostrada se termină acum la bulevardul General Leclerc, care duce la gara Saint-Charles, cu un sens giratoriu semaforizat în locul Ieșirii 37 Saint-Charles, care a fost desființată.
- 2020 : cei 16 km de tronsoane ale autostrăzilor A6 și A7 care traversează Lyon, și care au fost declasate în 2017 în drum rapid, au fost transformate în bulevarde urbane sub denumirile de M6 și M7 (drum metropolitan[n 4] 6 și 7)[5][6].

Autostrada este situată într-un coridor bogat în infrastructuri de transport, alături de o cale fluvială și trei linii feroviare (liniile Paris-Marsilia, Givors-Grezan, și liniile de mare viteză LGV Rhône-Alpes, apoi Méditerranée), într-o regiune deja foarte dinamică. Apariția autostrăzii a adus un avantaj comunelor de pe malul stâng al râului Ron, unde devierea traficului de pe drumul național 7 către autostradă a permis dezvoltarea satelor traversate de această rută.

## Traseu
| Intersecție              | Nodul rutier între M6 și M7 trece prin Centrul de schimburi Perrache din Lyon.                                                                       | M6                 |
|                          | Tunelul Perrache |                    |
| 0 - Lyon-Centre          | Cartierele din Lyon deservite: Centrul, cheiurile Ronului, Presqu'Île.                                                                               |                    |
|                          | Limitare la 70 km/h și amenajare cu 3 benzi de circulație.                                                                                           |                    |
|                          | Limitare la 50 km/h |                    |
| 1.1                      | Cartierele din Lyon deservite: La Part-Dieu, Rive Gauche.                                                                                            |                    |
| 1                        | Cartierele din Lyon deservite: Gerland, La Confluence, Pont Pasteur, Musée des Confluences; alte orașe: Geneva, Grenoble.                            | RD12               |
|                          | Limitare la 70 km/h |                    |
| 2                        | La Mulatière - Oullins-centru | RD315 RD487        |
| 3                        | Oullins-La Saulaie (din Lyon). |                    |
| 4                        | Pierre-Bénite, Z.I. Les Lônes . |                    |
|                          | Sfârșitul drumului rapid M7 și începutul autostrăzii A7.                                                                                             | M7                 |
|                          | Limitare la 90 km/h |                    |
| Intersecție              | Nod rutier între A7, M7 și A450: Pierre-Bénite-centru, Brignais, Hôpitaux Sud.                                                                       | M7 A24             |
| 5                        | Saint-Fons (spre Bulevardul Periferic Lyon, via Bulevardul Pierre-Semard – RD 383).                                                                  | RD383              |
| 6                        | Vénissieux, Saint-Priest, Feyzin, ZI-Vénissieux - Corbas-St Priest (Bulevardul Urban Sud) (km 8).                                                    | RD301              |
| 7                        | Solaize |                    |
|                          | Trecerea din Métropole de Lyon în departamentul Rhône                                                                                                |                    |
| Intersecție              | Nod rutier între A7, A46 (Nodul rutier Chasse-sur-Rhône): Paris, Geneva și A47: Saint-Étienne.                                                       | A46 A47            |
|                          | Trecerea din departamentul Rhône în departamentul Isère                                                                                              |                    |
| 8 - Chasse-Sud           | Chasse-sur-Rhône (din și spre Marsilia). |                    |
| 9 - Vienne-Nord          | Vienne, Valence pe RN 7, Grenoble (din și spre Lyon).                                                                                                | RN7                |
|                          | Pod peste râul Ron. |                    |
|                          | Trecerea din departamentul Isère în departamentul Rhône                                                                                              |                    |
| 10 - Condrieu            | Ampuis, Condrieu (din și spre Lyon) + începutul secțiunii cu taxă.                                                                                   | RD386              |
|                          | Pod peste râul Ron. |                    |
|                          | Trecerea din departamentul Rhône în departamentul Isère                                                                                              |                    |
| 11 - Vienne-Sud          | Vienne, L'Isle-d'Abeau (din și spre Marsilia). | RN7                |
| Punct de taxare          | Punctul de taxare Vienne-Reventin + Zona de odihnă Vienne (în ambele sensuri)                                                                        |                    |
|                          | Zona de odihnă Auberives (sens Lyon-Marsilia) și Grande Borne (sens Marsilia-Lyon).                                                                  |                    |
|                          | Zona de servicii Roussillon, rezervată vehiculelor grele (sens Lyon-Marsilia).                                                                       |                    |
| 11.1                     | Intrare în direcția Marsilia, obligatorie pentru vehiculele grele venind de pe RN7 din cauza unei pante abrupte.                                     | RN7                |
|                          | Limitare la 110 km/h (sens Lyon-Marsilia). |                    |
| 12 - Chanas              | Chanas, Annonay, Péage-de-Roussillon, Parc animalier de Peaugres.                                                                                    | RN7 RD1082         |
|                          | Trecerea din departamentul Isère în departamentul Drôme                                                                                              |                    |
|                          | Zona de servicii Saint-Rambert-d'Albon (în ambele sensuri).                                                                                          |                    |
|                          | Col du Grand Bœuf (altitudine 323 m) |                    |
|                          | Zona de odihnă Bornaron (sens Lyon-Marsilia) și Galaure (sens Marsilia-Lyon).                                                                        |                    |
|                          | Zona de odihnă La Bouterne (sens Marsilia-Lyon). |                    |
| 13 - Tain l'Hermitage    | Tain-l'Hermitage, Tournon-sur-Rhône, Romans-sur-Isère.                                                                                               | RD95n              |
|                          | Zona de servicii Latitude 45 (sens Marsilia-Lyon).                                                                                                   |                    |
|                          | Zona de servicii Pont-de-l'Isère (sens Lyon-Marsilia).                                                                                               |                    |
|                          | Viaductul Isère. |                    |
| 14 - Valence-Nord        | Valence-centre, Bourg-lès-Valence. | N7                 |
|                          | Limitare la 110 km/h (sens Marsilia-Lyon). |                    |
| 15 - Valence-Sud         | Orașe deservite: A49 (Geneva prin Chambéry, Chambéry, Grenoble), Gap, Romans-sur-Isère, Valence, Crest, Portes-lès-Valence, Valence-sud.             | N7 E713 RD1534 A49 |
|                          | Zona de servicii Portes-lès-Valence (în ambele sensuri).                                                                                             |                    |
|                          | Zona de odihnă Bellevue (sens Lyon-Marsilia) și Livron (sens Marsilia-Lyon).                                                                         |                    |
|                          | Viaductul Drôme. |                    |
| 16 - Loriol              | Loriol-sur-Drôme, Crest, Privas, Memorialul Pompierilor din Loriol.                                                                                  | RD104N             |
|                          | Zona de odihnă Zil (sens Lyon-Marsilia). |                    |
|                          | Zona de servicii Saulce (sens Marsilia-Lyon). |                    |
| 17 - Montélimar-Nord     | Montélimar, Le Teil, Dieulefit, Saulce-sur-Rhône. | N7                 |
|                          | Zona de odihnă La Coucourde (sens Lyon-Marsilia) și Logis Neuf (sens Marsilia-Lyon).                                                                 |                    |
|                          | Zona de odihnă Zone de odihnă Savasse (sens Lyon-Marsilia) și Roubion (sens Marsilia-Lyon): Porte du Soleil.                                         |                    |
|                          | Zona de servicii Montélimar (în ambele sensuri). |                    |
| 18 - Montélimar-Sud      | Montélimar — Le Puy-en-Velay, Aubenas, Valréas, Nyons.                                                                                               | N7                 |
|                          | Zona de odihnă Pierrelatte (sens Lyon-Marsilia) și Donzère (sens Marsilia-Lyon).                                                                     |                    |
|                          | Zona de odihnă Tricastin (sens Marsilia-Lyon). |                    |
|                          | Trecerea din departamentul Drôme în departamentul Vaucluse. Trecerea din regiunea Auvergne-Rhône-Alpes în regiunea Provence-Alpes-Côte d'Azur.       |                    |
| 19 - Bollène             | Bollène — Alès, Pont-Saint-Esprit. | RD26 RD994         |
|                          | Zona de servicii Montélimar (în ambele sensuri). |                    |
|                          | Zona de servicii Mornas-Village (sens Lyon-Marsilia) și Mornas-les-Adrets (sens Marsilia-Lyon).                                                      |                    |
|                          | Limitare la 130 km/h (sens Lyon-Marsilia). |                    |
| 20 - Bollène             | Piolenc (din și spre Marsilia). | RD26 RD907         |
| 21 - Orange              | Orange, Caderousse + Nod rutier între A7 și A9: Nîmes, Montpellier, Perpignan, Barcelona, Toulouse.                                                  | A9 E15 E714        |
|                          | Limitare la 130 km/h (sens Marsilia-Lyon). |                    |
|                          | Zona de odihnă Orange-Le Grès (sens Lyon-Marsilia) și Orange-Le Coudoulet (sens Marsilia-Lyon).                                                      |                    |
| 22 - Orange-Sud          | Carpentras (deschisă în 1997). | RD907              |
|                          | Limitare la 110 km/h (sens Lyon-Marsilia). |                    |
|                          | Viaductul Ouvèze. |                    |
|                          | Zona de odihnă Fournalet (sens Lyon-Marsilia). |                    |
|                          | Zona de servicii Sorgues (sens Marsilia-Lyon). |                    |
| 23 - Avignon-Nord        | Avignon-nord, Le Pontet, Carpentras. | RD53 RD225 RD942   |
|                          | Zona de servicii Morières (sens Lyon-Marsilia). |                    |
| 24 - Avignon-Sud         | Cartierele de sud ale Avignonului, Apt, Aeroportul Avignon-Provence.                                                                                 | RD900 RD907        |
|                          | Viaductul Durance. |                    |
|                          | Trecerea din departamentul Vaucluse în departamentul Bouches-du-Rhône                                                                                |                    |
|                          | Zona de odihnă Cabannes (sens Lyon-Marsilia) și Noves (sens Marsilia-Lyon).                                                                          |                    |
|                          | Zona de odihnă Cavaillon (în ambele sensuri). |                    |
| 25 - Cavaillon           | Cavaillon, Arles, Beaucaire și Tarascon. |                    |
|                          | Zona de odihnă Sénas (în ambele sensuri). |                    |
| 26 - Sénas               | Sénas, Lambesc, Aix-en-Provence pe RD 7N, Salon-de-Provence pe RD 538.                                                                               | RD7N RD538         |
| 27 - Sénas-Nord          | Salon-de-Provence pe RD 538 (din și spre Lyon). | RD538              |
|                          | Zona de odihnă Lamanon (sens Marsilia-Lyon). |                    |
| Intersecție              | Nod rutier între A7 și A54: Salon-de-Provence, Arles, Nîmes.                                                                                         | A54 E80 E714       |
| Punct de taxare          | Punctul de taxare Lançon de Provence |                    |
|                          | Zona de servicii Lançon-Provence - „Pod-restaurant” (în ambele sensuri)                                                                              |                    |
| Intersecție              | Nod rutier între A7 și A8: Aix-en-Provence, Toulon, Nice.                                                                                            | A8 E80 E714        |
| 28 - Rognac              | Rognac, La Fare-les-Oliviers și Berre-l'Étang pe RD 113.                                                                                             | RD113              |
| 29 - Vitrolles           | Vitrolles. | RD113              |
|                          | Zona de servicii Vitrolles-Est (sens Marsilia-Lyon).                                                                                                 |                    |
| 30 - Marignane           | D9: Marignane, Aeroportul Marseille Provence, Saint-Victoret, Vitrolles-Griffon, Gara Aix-TGV.                                                       | RD9 RD113          |
| 30a - Saint-Victoret     | Les Pennes-Mirabeau-L'Agavon, Saint-Victoret. | RD113              |
| 30b - L'Anjoly           | Vitrolles-L'anjoly | RD113              |
|                          | Tunelul Pennes-Mirabeau (300 m) |                    |
| Intersecție              | Nod rutier între A7 și A55: Arles, Martigues, Nîmes, Marsilia prin port.                                                                             | A55                |
| 31 - Les Pennes-Mirabeau | Les Pennes-Mirabeau | RD6 RD113          |
| Intersecție              | Nod rutier între A7 și A51: Aix-en-Provence, Nice, Gap                                                                                               | A51 E712 E714      |
|                          | Limitare la 90 km/h (sens Lyon-Marseille). |                    |
| 32 - Saint-Antoine       | Cartierele din Marsilia deservite: Saint-Antoine (D 8N)                                                                                              | RD8N RD5a RD113    |
|                          | Tunelul Saint-Antoine |                    |
| 33 - Les Aygalades       | Cartierele din Marsilia deservite: Les Aygalades | RD8N RD5a RD113    |
|                          | Limitare la 100 km/h (sens Lyon-Marseille). |                    |
| 34 - Arnavaux            | Nod rutier între A7 și A507. Cartierele din Marsilia deservite: Marseille-La Rose; Alte orașe: Aubagne, Toulon, legătură către A50.                  | A507 A50           |
| 35 - La Rose             | Cartierele din Marsilia deservite: Le Canet, La Rose.                                                                                                | RN1547             |
| 36 - Cinq Avenues        | Nod rutier între A7 și A557(din și spre Lyon) - Cartierele din Marsilia deservite: La Joliette (A55) / Cinq Avenues / Menpenti.                      | A557 A55 RD4c      |
|                          | Sfârșitul autostrăzii la Saint-Lazare, intrare în Marsilia prin bulevardul General Leclerc (lângă gara Saint-Charles), cu o ieșire la Place Marceau. |                    |

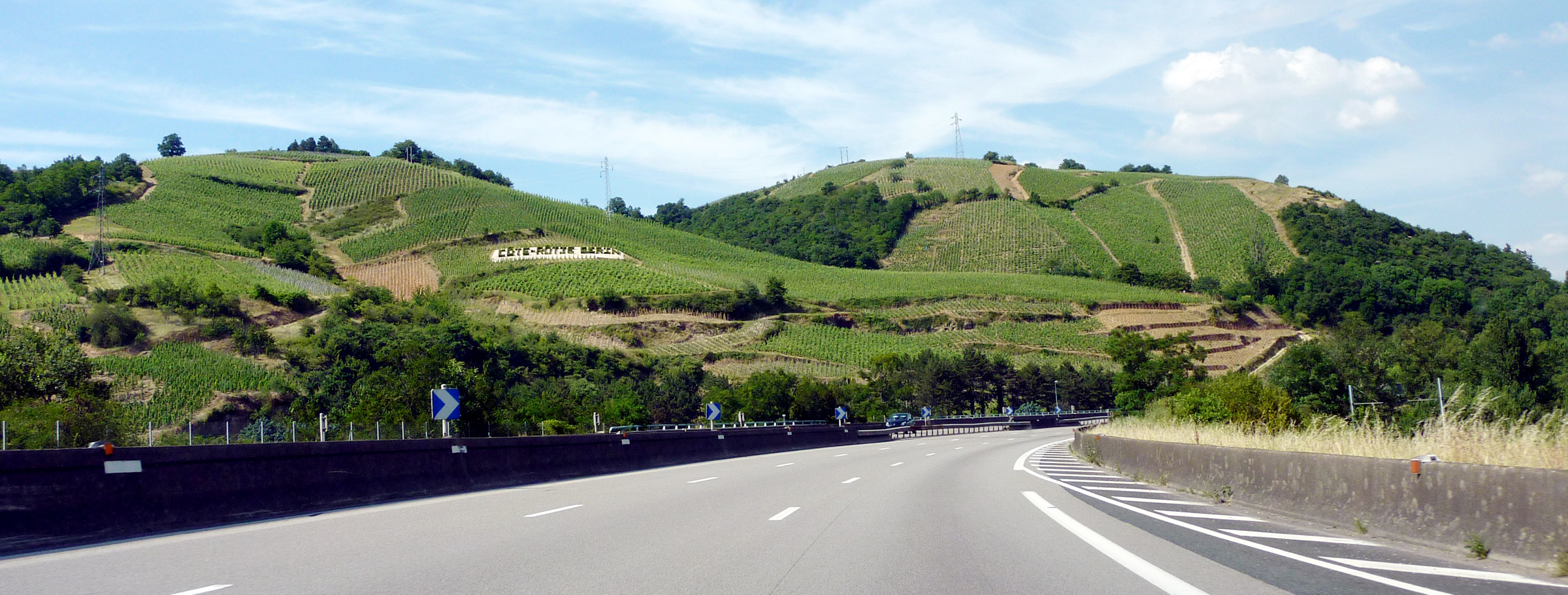
Autostrada A7 în apropierea orașului Vienne
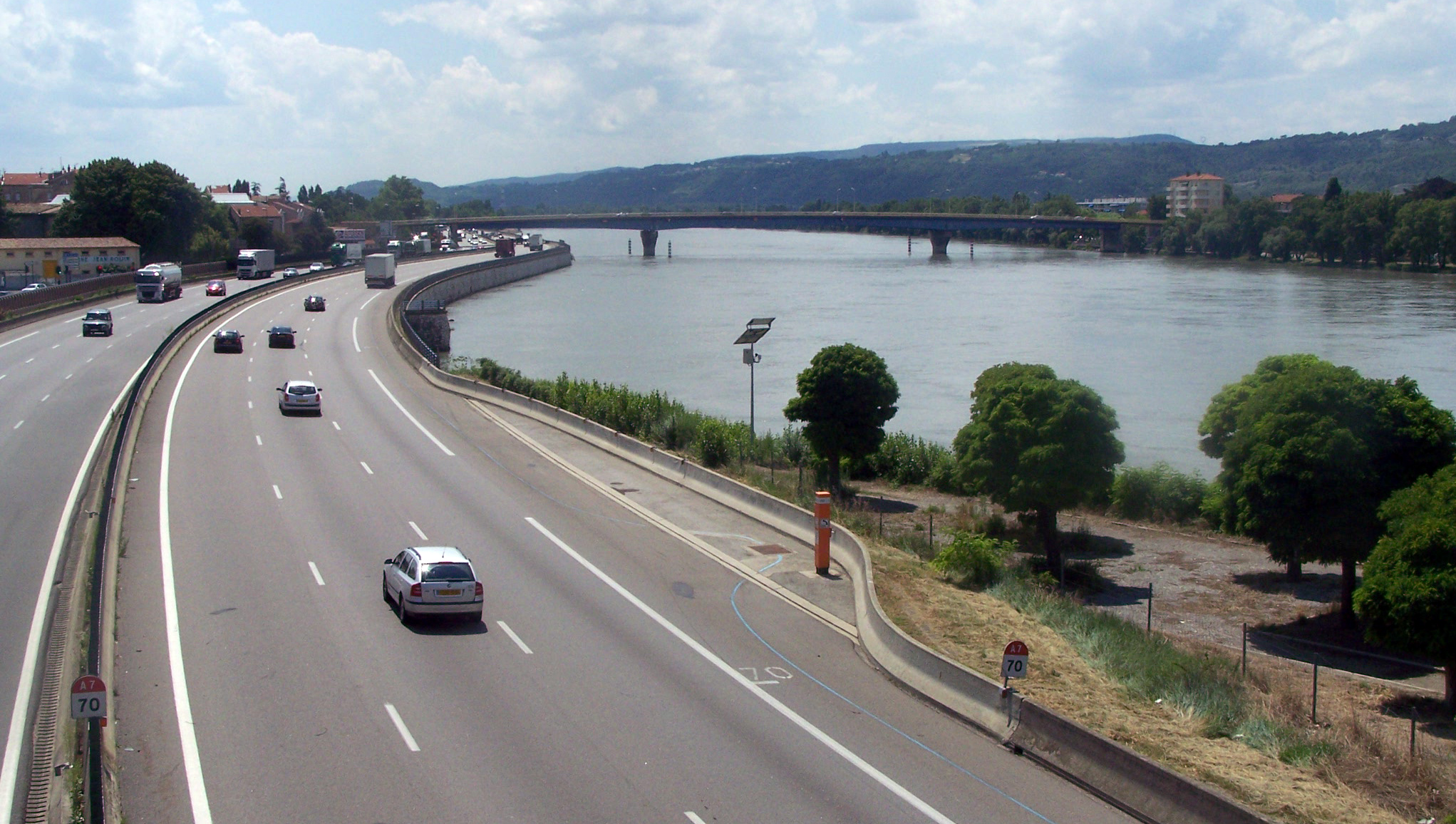
Autostrada A7 în zona Valence
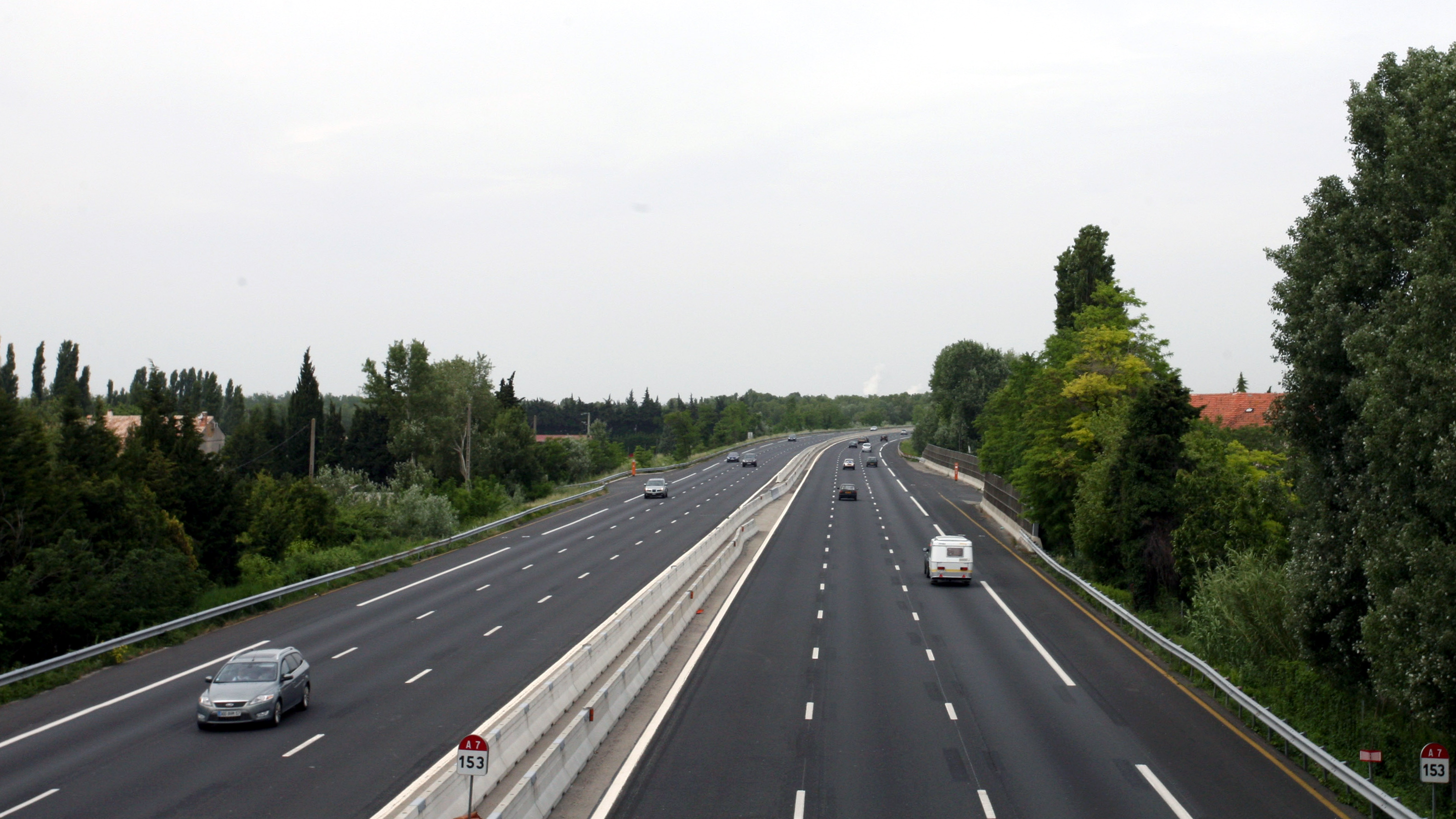
Autostrada A7 în zona Mondragon
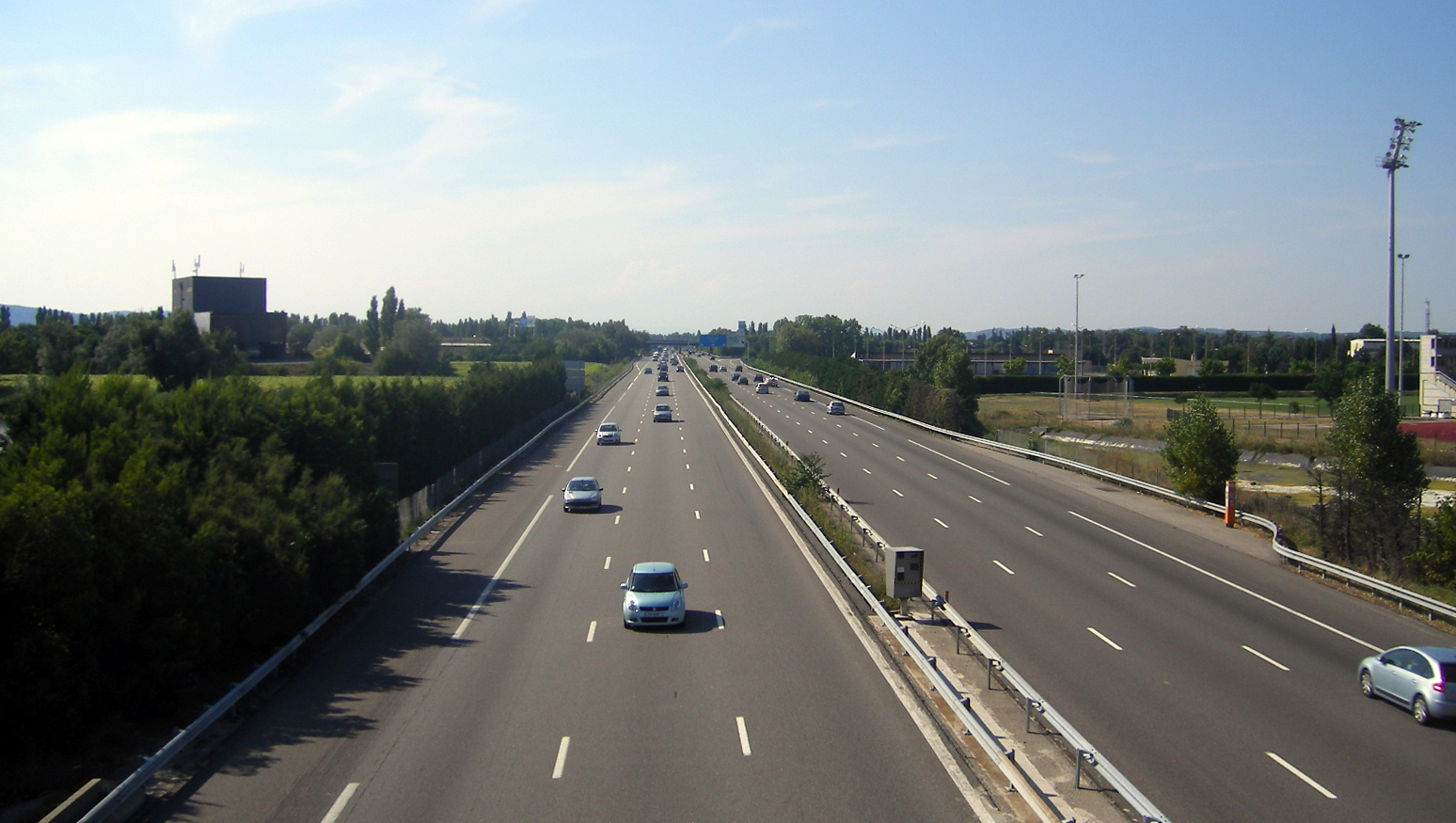
Autostrada A7 în apropierea orașului Orange, în direcția nord
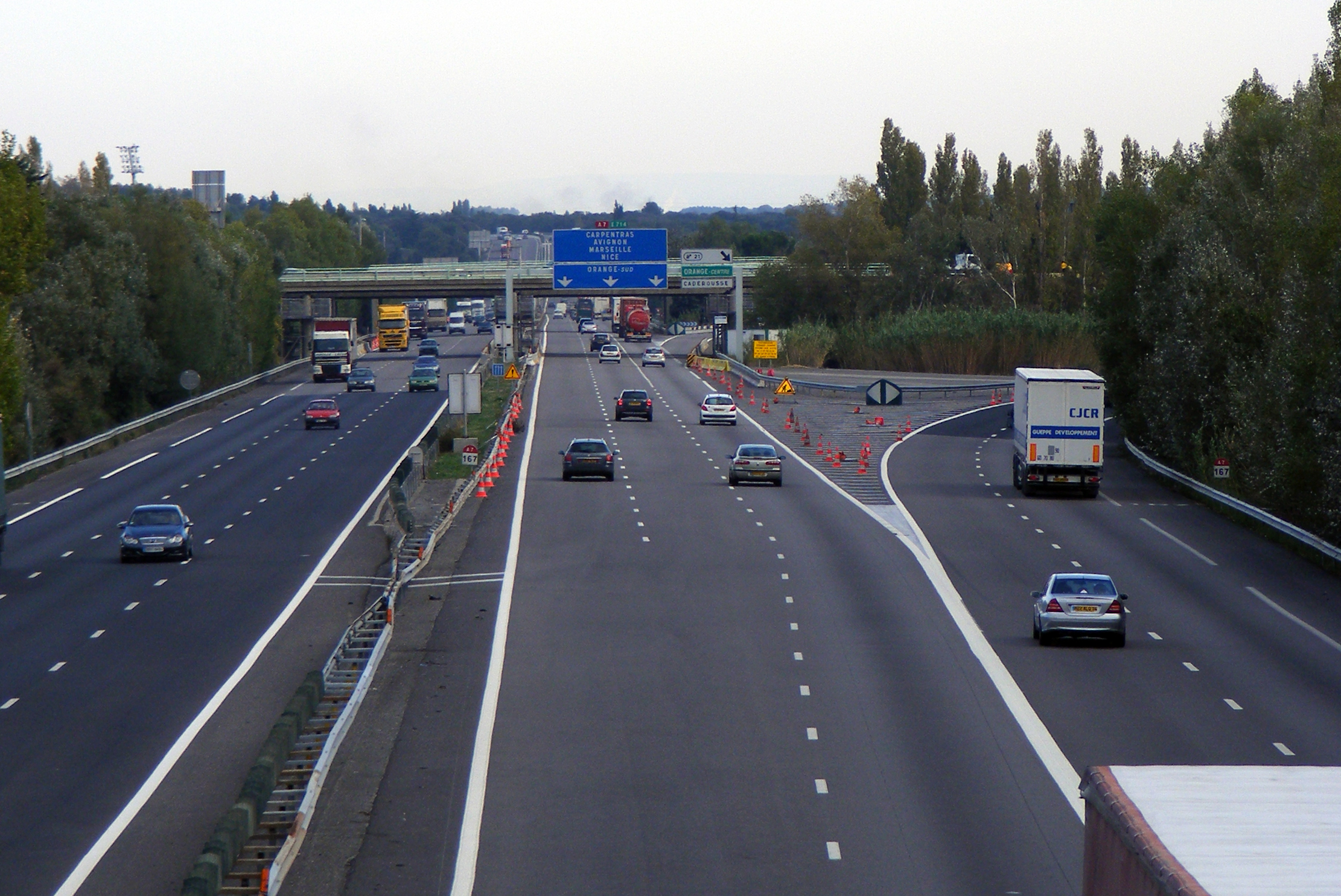
Nodul rutier de la Orange este un punct crucial unde autostrada A7 (cu trei benzi pe partea stângă) se intersectează cu autostrada A9 (cu două benzi pe partea dreaptă).

## Trafic
Această autostradă este foarte aglomerată pe tot parcursul anului. Axa văii Ronului este tranzitată de un flux mare de trafic, în special de vehicule grele, între nordul Franței, Benelux, Germania și regiunea mediteraneană (Languedoc, Marsilia, Spania și Africa de Nord...). În plus, circulația este generată și de traficul local, care deservește lanțul de orașe din valea Ronului (Lyon, Vienne, Valence, Orange, Avignon...) și rutele laterale (Saint-Étienne, Grenoble, Aix...).
În perioadele de vacanță, traficul, deja aglomerat, devine foarte repede saturat, mai ales în direcția sud la începutul concediilor și spre nord la finalul acestora. Ultimul weekend din iulie și primul weekend din august sunt deosebit de aglomerate în ambele sensuri – ambuteiajele putând să se întindă uneori pe sute de kilometri – în timpul a ceea ce se numește chassé-croisé între „juilletiști”, care își termină vacanțele, și „aoûtieni”, care le încep.
Începând cu 2004, anul în care a fost testat pe tronsonul cel mai aglomerat (Vienne - Orange), a fost implementat un sistem de reglare dinamică a vitezei: în zilele cu trafic intens, viteza maximă permisă este redusă la 110 km/h, ba chiar la 90 sau 70 km/h pe anumite tronsoane, pentru a fluidiza circulația prin uniformizarea vitezelor vehiculelor. Această limitare a vitezei variază în funcție de volumul de trafic înregistrat. Panourile cu mesaje variabile indică viteza limită, iar un alt panou semnalează încetinirea dacă viteza este depășită. Reducerea vitezei contribuie, de asemenea, la scăderea numărului de accidente.

### Locuri sensibile
- În aglomerația lyonneză, între nodul rutier Givors (A7/A46/A47) și tunelul Fourvière, traficul este extrem de dens și foarte problematic în orele de vârf și în weekenduri.
- În Drôme, Colul Grand Bœuf, situat la 323 m altitudine, punctul cel mai înalt al autostrăzii A7, este clasificat ca un loc cu risc pentru vehiculele grele. Depășirea acestora este interzisă de ambele părți ale colului.
- Joncțiunea A9 - A7 este nodul rutier care permite interconectarea între autostrada A9 și autostrada A7, facilitând astfel legăturile între regiuni precum sudul Franței, Spania și nordul Franței. Cu toate acestea, în sensul sud-nord, pentru a accesa A9, este necesară ieșirea la Orange, deoarece nu există o legătură directă între cele două autostrăzi.
- Traversarea orașului Orange este foarte dificilă, în special în perioadele de vacanță școlară.
- În zona Marsiliei, la autostrada A7 este intens utilizată de locuitori în timpul orelor de intrare și ieșire de la muncă. În unele duminici dimineața, mai ales chiar înainte de sărbătorile de sfârșit de an, ieșirea din Marsilia pe A7 este supraîncărcată până la joncțiunea cu A51, care duce spre zona comercială Plan de Campagne[n 7] (deschisă duminica). Aceeași situație se repetă la întoarcere, chiar înainte de ora 20:00, când majoritatea magazinelor se închid.

## Locuri turistice

### Locuri situate pe autostrada

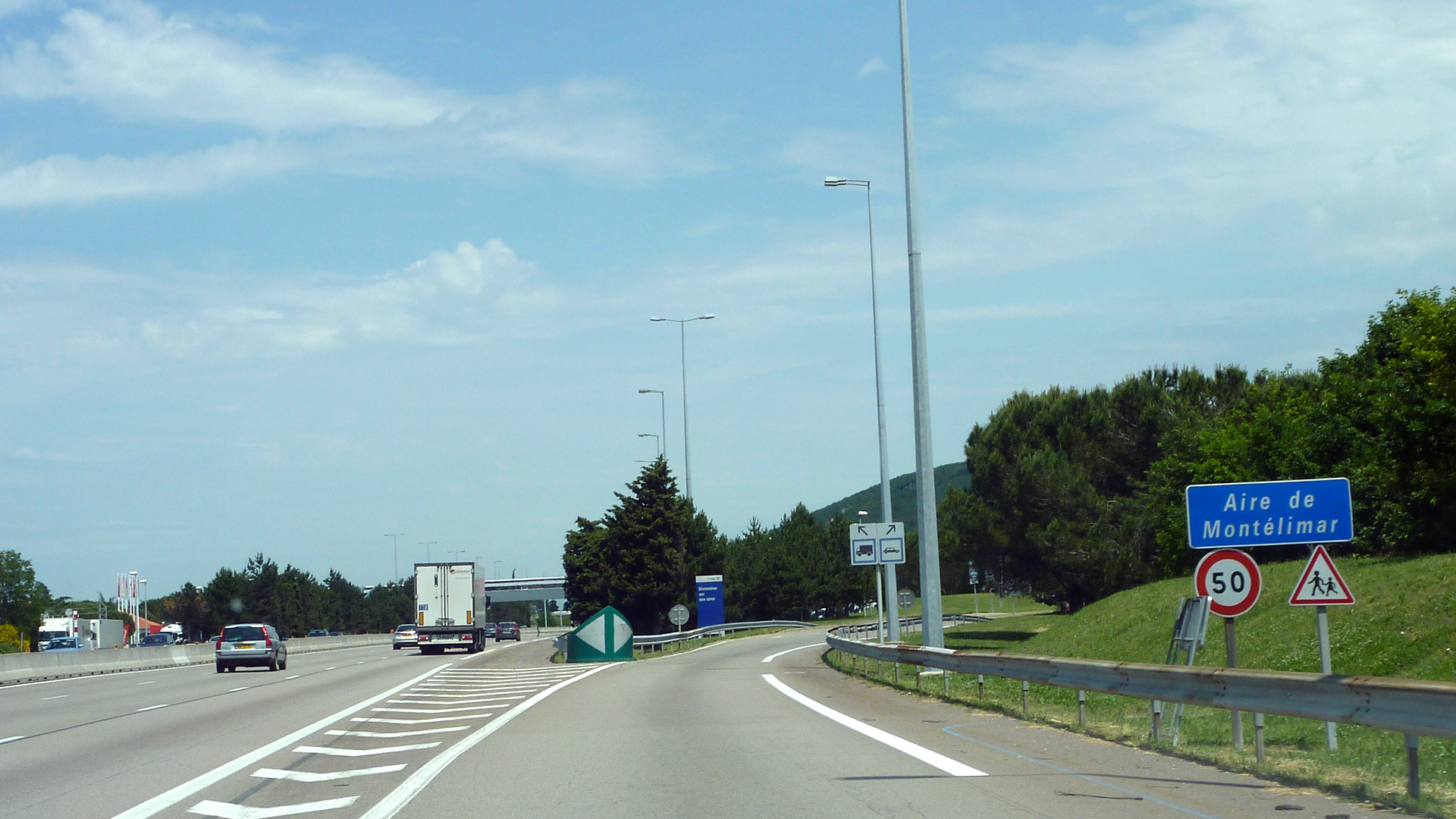
Intrarea în zona de servicii Montélimar-Est

Zonele de servicii Montélimar Est și Ouest, situate pe teritoriul comunei Allan, în departamentul Drôme, se întind pe o suprafață de peste 47 de hectare și sunt prezentate de presă drept cea mai mare zonă de servicii autorutieră din Europa. Acestea oferă o gamă largă de facilități, inclusiv restaurante, benzinării, zone de odihnă și spații comerciale, atrăgând un număr mare de călători pe autostrada A7, una dintre cele mai circulate din Franța.
În 2013, un articol din ziarul Le Parisien menționa că aceste zone de servicii sunt, de asemenea, cel mai important loc de vânzare a nougatului din Franța, rivalizând astfel cu comercianții din orașul Montélimar, renumit pentru producția sa de nougat. Acest lucru subliniază popularitatea acestor zone de servicii și rolul lor semnificativ în promovarea produselor locale, atrăgând atât turiști, cât și călători de pe autostradă.

### Orașe și locuri
- Lyon (basilica Notre-Dame-de-Fourvière, Hôtel-Dieu, teatrul roman, palatul comerțului, case gotice, catedrala Saint-Jean)
- Vienne (Teatrul Antic, Catedrala Saint-Maurice, Templul lui Augustus și al Liviei)
- Saint-Romain-en-Gal, Muzeul Galo-Roman și situl arheologic
- Parcul natural regional du Pilat, situat pe varianta ocolitoare de vest a orașului Vienne (această porțiune de autostradă trece chiar prin mijlocul lui)
- Palais Idéal du Facteur Cheval, situat în Hauterives, în departamentul Drôme.
- Tournon-sur-Rhône
- Romans-sur-Isère
- Valence (Kiosque Peynet, Vieux Valence, Maison Pic, Muzeul de Artă și Arheologie)
- Montélimar (Castelul Adhémar)
- Saint-Paul-Trois-Châteaux
- Pierrelatte (Ferma de crocodili)
- Bollène, acces la Cheile Ardèche și la castelul Grignan
- Mornas (Fortăreața Mornas)
- Orange, Teatrul Antic
- Avignon, Palatul Papilor
- Masivul Luberon, Gordes
- Les Alpilles
- Marsilia (Marea Mediterană, Basilica Notre-Dame-de-la-Garde, Vieux-Port, Calanques, Sormiou)